# Sphoeroides angusticeps
Sphoeroides angusticeps är en fiskart som först beskrevs av Leonard Jenyns 1842.  Sphoeroides angusticeps ingår i släktet Sphoeroides och familjen blåsfiskar. IUCN kategoriserar arten globalt som livskraftig. Inga underarter finns listade i Catalogue of Life.